# 迪特里希一世 (邁森)
迪特里希一世（Dietrich I. von Meißen，1162年—1221年2月18日），邁森藩侯、勞西茨藩侯，奧托二世之子。他與圖林根伯爵赫爾曼一世的女兒尤塔結婚，兒子海因里希三世1221年繼承領地。迪特里希一世是英国先王伊丽莎白二世的直系先祖，亦是现任国王查理三世的外祖。

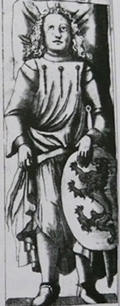
迪特里希一世